# Biblioteca Cidade de Arezzo

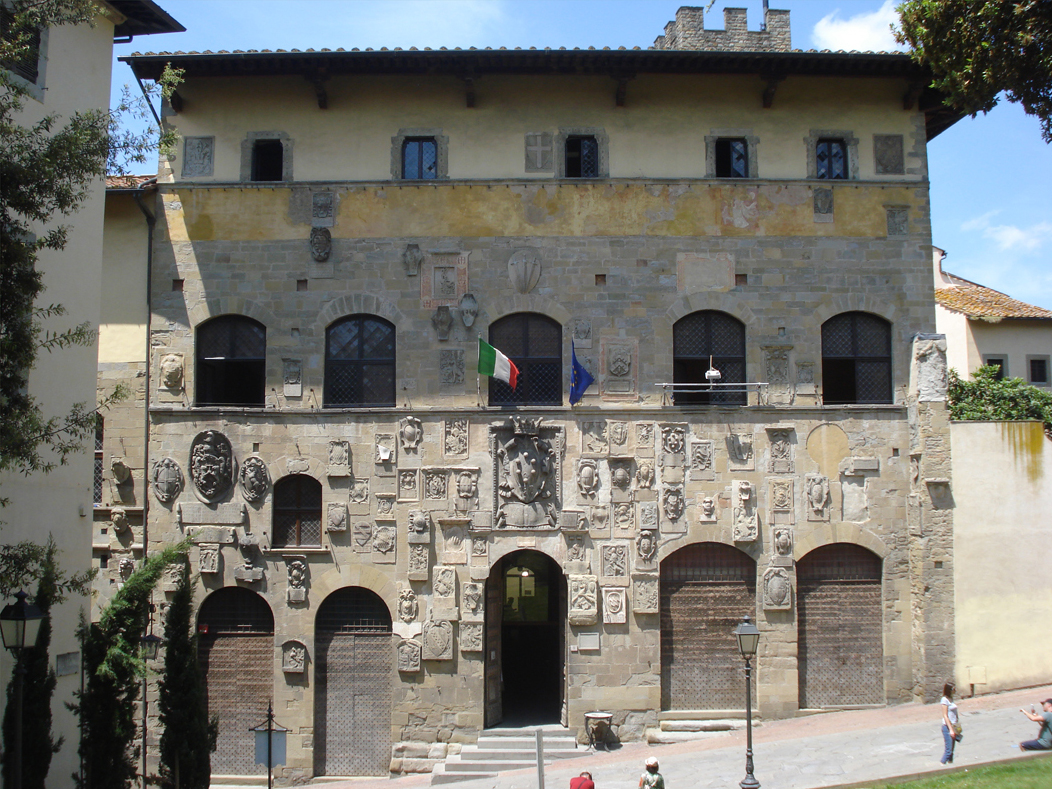
A sede da Biblioteca, no Palazzo Pretorio

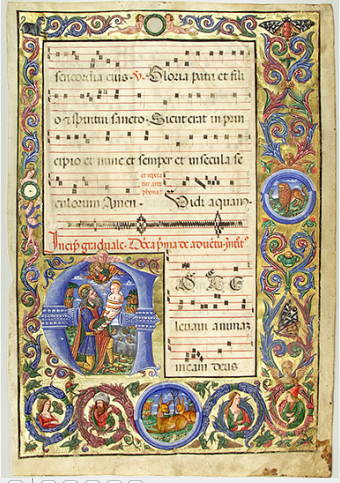
Página de um Gradual do século XV do acervo da biblioteca

A Biblioteca Cidade de Arezzo ou, nas suas formas portuguesas, de Arezo ou de Arécio (em italiano: Biblioteca Città di Arezzo) é uma biblioteca pública da cidade de Arezzo, na Itália.
A biblioteca nasceu da coleção reunida pela Fraternidade dos Leigos (Fraternita dei Laici) a partir de 1902, quando o filósofo aretino Girolamo Turini legou à Fraternidade seu acervo de 2.850 volumes e quinze manuscritos. A coleção foi ampliada nos séculos seguintes com importantes acréscimos oriundos da supressão de conventos entre o fim do século XVIII e início do século XIX, quando se iniciou a sua sistematização e catalogação. Diversas outras coleções privadas também passaram para a biblioteca por doação, como a Redi (1830), Sforzi (1874), Fossombroni (1880), Fineschi (1910), Gamurrini (1920), Burali-Forti (1948) e outras menores. 
Em 1952 foi formado um consórcio para a gestão da biblioteca entre a província de Arezzo, a administração municipal, a Fraternidade dos Leigos e a Academia Petrarca de Letras, Artes e Ciências. A Fraternidade colocou à disposição do consórcio a maior parte de seu acervo, a Academia, a sua seção circulante e a seção da Biblioteca Dantesca Passerini, e a cidade adicionou ao conjunto as bibliotecas Occhini e Landucci. As administrações provincial e municipal se responsabilizaram pelo financiamento do projeto e aquisição de mais materiais bibliográficos. Em 1992 o consórcio foi dissolvido e a biblioteca transformada em uma instituição.
Seu acervo presentemente é composto de cerca de 170.000 volumes de obras modernas e 95.656 itens antigos entre manuscritos, incunábulos, gravuras, edições raras e periódicos antigos. Os serviços oferecidos pela biblioteca incluem a consulta local, empréstimos, projetos de incentivo à leitura e consulta informatizada, além de oferecer espaço para conferências, seminários e outros eventos culturais e realizar a publicação de obras diversas.
A biblioteca está instalada no antigo Palazzo Pretorio, um dos edifícios mais importantes do centro histórico da cidade, constituído a partir do século XIII pela fusão de palácios anteriores pertencentes às famílias Albergotti, Lodomeri e Sassoli. Sede do Capitano del Popolo desde 1290, abrigou várias magistraturas cívicas, cujo testemunho se preserva na própria fachada do edifício, adornada com numerosos brasões dos Podestà, dos Capitani e dos comissários florentinos que se sucederam no governo da cidade entre os séculos XIV e XVIII. 
A partir do século XV uma parte do palácio foi transformada em prisão. Na primeira metade do século XIX um restauro devolveu ao edifício seu aspecto cinquecentesco. Serviu de prisão até 1926, em seguida foi sede do Museu Medieval e Pinacoteca, antes de ser entregue para uso da biblioteca em 1954. Foi restaurado e em 1959 foi inaugurado como sede da instituição.